# Jerónimo de Sousa
Jerónimo de Sousa (Porto, 13 aprile 1947) è un politico portoghese, Segretario generale del Partito Comunista Portoghese in carica dal 27 novembre 2004 al 12 novembre 2022. Nel 2006 è stato candidato alle elezioni presidenziali.

## Biografia
Nasce in una modesta famiglia operaia, crescendo negli anni in cui António de Oliveira Salazar era primo ministro e dittatore del Portogallo. 
Nel 1961, all'età di 14 anni, si trasferisce a Lisbona dove viene assunto come operaio in un'azienda siderurgica della capitale. In questi anni sviluppa la sua opposizione al fascismo ed entra in contatto col partito comunista clandestino.